# Cryptamorpha blackburni
Cryptamorpha blackburni es una especie de coleóptero de la familia Silvanidae.

## Distribución geográfica
Habita en Rio Swan (Australia).